# Eurytoma borneana
Eurytoma borneana är en stekelart som beskrevs av Cameron 1911. Eurytoma borneana ingår i släktet Eurytoma och familjen kragglanssteklar. Inga underarter finns listade i Catalogue of Life.